# Heinrich Bosshard (Politiker)
Heinrich Bosshard (* 13. April 1826 in Bauma; † 6. November 1897 ebenda) war ein Schweizer Unternehmer und liberaler Politiker.

## Leben

### Familie
Heinrich Bosshard war der Sohn des Baumwolltuchfabrikanten David Bosshard.
Er heiratete 1851 in erster Ehe Barbara, die Tochter von Johannes Raths und war seit 1885 mit Lina, die Tochter des Wirts Heinrich Schneebeli, in zweiter Ehe verheiratet.
Seine Erben stifteten mehrere Vermächtnisse in Höhe von sechstausend Schweizer Franken, unter anderem für den Krankenasylfond und dem Fond für eine bessere kaufmännische Ausbildung früherer Sekundarschüler.

### Werdegang
Heinrich Bosshard besuchte die Schulen in Bauma.
Gemeinsam mit seinem Bruder Johann Jakob Bosshard führte er seit dem 16. Juni 1862 die mechanisierte Seidenzwirnerei Gebrüder Bosshard in Gibswil, das Büro befand sich in Bauma. 1867 vergrösserten sie den Betrieb und verlegten diesen in die Mühle Edikon bei Dürnten.
Sie erwarben 1883 eine grosse Seidenzwirnerei in Waldshut.
1890 wurde er Mitglied im Verwaltungsrat der Tösstalbahn.

### Politisches Wirken
1841 wurde Heinrich Bosshard Kanzlist in Hinwil und war seit 1849 Statthalteramtsschreiber beim Interimsstatthalter Hermann Stadtmann in Wetzikon im Kanton Zürich. Seit 1855 war er Kanzlist und Gemeinderatsschreiber in Bauma, worauf er von 1864 bis 1877 erst Bezirksratsschreiber in Pfäffikon und von 1877 bis 1887, als Nachfolger des zurückgetretenen Johannes Frick (1828–1885), Statthalter des Bezirks Pfäffikon war.
1875 wurde er zum Zürcher Kantonsrat gewählt und blieb dieses bis zu seinem Tod; in dieser Zeit war er vom 1. Mai 1877 bis zum 1. Dezember 1878 liberaler Nationalrat. In den Kantonsrat folgte ihm Friedrich Ottiker, der auch seine Stelle als Mitglied der Aufsichtskommission der Korrektionsanstalt Ringwil bei Hinwil einnahm.